# دوخووایا
دوخووایا (به لاتین: Dukhovaya) یک منطقهٔ مسکونی در روسیه است که در سرزمین آلتای واقع شده‌است،.